# Font Library
La Font Library, también conocida como la Open Font Library, es un proyecto dedicado a alojar y fomentar la creación de fuentes liberadas bajo licencias libres. Es un proyecto hermano de Open Clip Art Library, y alberga más de 6000 fuentes de más de 250 colaboradores. Están pensadas para ser descargadas, remezcladas y compartidas libremente. Creado originalmente como una iniciativa en 2006, el proyecto fue relanzado el 12 de mayo de 2011 en el Libre Graphics Meeting 2011 en Montreal por el desarrollador de Fabricatorz, Christopher Adams.
La Font Library también alberga una lista de correo a través de la cual los desarrolladores de fuentes discuten formas de mejorar las fuentes libres.
El sitio se inició con un despliegue de la versión 4 de ccHost, y en 2008 Dave Crossland hizo una campaña de financiación que recaudó más de 10.000 dólares de Mozilla, Prince XML, River Valley y TUG para la transición a ccHost 5 con una nueva marca para promover el enlace de fuentes web. Sin embargo, el trabajo realizado con los fondos no se publicó hasta 2010 en el Libre Graphics Meeting 2010 en Bruselas.
Los miembros del proyecto se reúnen anualmente en el Libre Graphics Meeting. En 2011, el trabajo apoyado por Dave Crossland, Christopher Adams, Fabricatorz y otros miembros de la comunidad obtuvo un lanzamiento importante en el LGM de Montreal. Fabricatorz construyó el proyecto sobre el Aiki Framework y gestionó el desarrollo a través de Launchpad.
En abril de 2012, Fabricatorz publicó una actualización de Open Font Library que incluye una función de vista previa del catálogo de fuentes interactivo, la implementación de código HTML y CSS, y un nuevo diseño del estudio de investigación sobre diseño Manufactura Independente, ubicado en Oporto (Portugal).